# Удгаард, Нильс Мортен
Нильс Мортен Удгаард (16 апреля 1940, Сёуда — 26 февраля 2023) — норвежский политолог, журналист, историк и политик (сторонник Консервативной партии Норвегии). До апреля 2007 года он был редактором иностранных новостей в газете «Aftenposten». В 1991 году Удгаард был назначен профессором современной европейской истории в Бергенском университете, где до 1997 года он был связан с российско-советскими исследованиями.

## Биография
Удгаард изучал русский язык в Вооруженных Силах Норвегии, а затем получил степень кандидата экономических наук со специализацией в области экономики, истории и политологии в Университете Осло. В 1971 году он получил докторскую степень по международным отношениям в Лондонской школе экономики и политических наук (LSE). Его докторская диссертация «Политика великой державы и внешняя политика Норвегии» была опубликована в издательстве университета в 1973 году.
Удгаард начал свою журналистскую работу в ежедневной газете «Nationen» (Нация) в 1959 году. Он занимал должности комментатора внешней политики, ведущего автора «Aftenposten» с конца 1960-х годов и был иностранным корреспондентом газеты, в том числе в Москве, Бонне и Лондоне.
В то время, когда он работал корреспондентом в Москве, он дружил со шведским журналистом Стигом Фредриксоном, одним из доверенных лиц Солженицына. Как пишет Солженицын «Удгорду очень хотелось тоже <с ним> встречаться, но этика не позволяла перебивать друга». Знакомство с семьёй Соложеницына состоялось незадолго перед арестом и высылкой писателя в 1974 году. Именно к Удгаарду Н. Д. Солженицына обратилась с просьбой о помощи в вывозе архива, включавшего все подготовительные материалы для многолетней работы над «Красным колесом». Солженицын пишет:

И Нильсу Удгорду, совсем недавнему знакомцу, но с таким благородством, крупному, с чертами прямыми, спокойными, с такой уверенностью движений и среди всех корреспондентов самому образованному (учёный историк, он отличался ото всех) — ему первому в день моей высылки Аля открыла задачу: «Есть большой объёмный архив, и его необходимо вывезти, Можете?» (А он уже был «с прошлым», его уже поносила «Комсомольская правда», значит — на заметке).
Детали этой операции до сих пор не раскрыты (в публикации в этом месте несколько строк отточий). Так как объём архива заведомо превышал два разрешённых журналисту чемодана, Удгорд обратился к помощнику американского военного атташе Вильяму Одому. Солженицын в пятом дополнении к своим мемуарам «Бодался телёнок с дубом» («Невидимки») включил Нильса Удгаарда в список своих 118 тайных помощников, помогавших ему размножать, хранить, прятать, перевозить рукописи и материалы к ним.
Написал ряд работ по текущим темам внешней политики и политики безопасности для Норвежского атлантического комитета.
С 4 декабря 1984 года по 9 мая 1986 года Удгаард был государственным секретарем по иностранным делам в канцелярии премьер-министра в правительстве Коре Виллока, представляя Консервативную партию. Удгаард является членом совета мозгового центра Civita.
В 2003 году Удгаард был удостоен премии имени Вилли Брандта.

## Труды
- Europas stille revolusjon, Oslo: Civita, 2004
- med Håkan Nilsson: Norge og Norden i fremtidens Europa, Oslo: Schibsted
- Great power politics and Norwegian foreign policy. A study of Norway’s foreign relations November 1940-February 1948, Oslo: Universitetsforlaget, 1973